# Chlorostrymon simaethis
Chlorostrymon simaethis är en fjärilsart som beskrevs av Dru Drury 1773. Chlorostrymon simaethis ingår i släktet Chlorostrymon och familjen juvelvingar. Inga underarter finns listade i Catalogue of Life.

## Bildgalleri

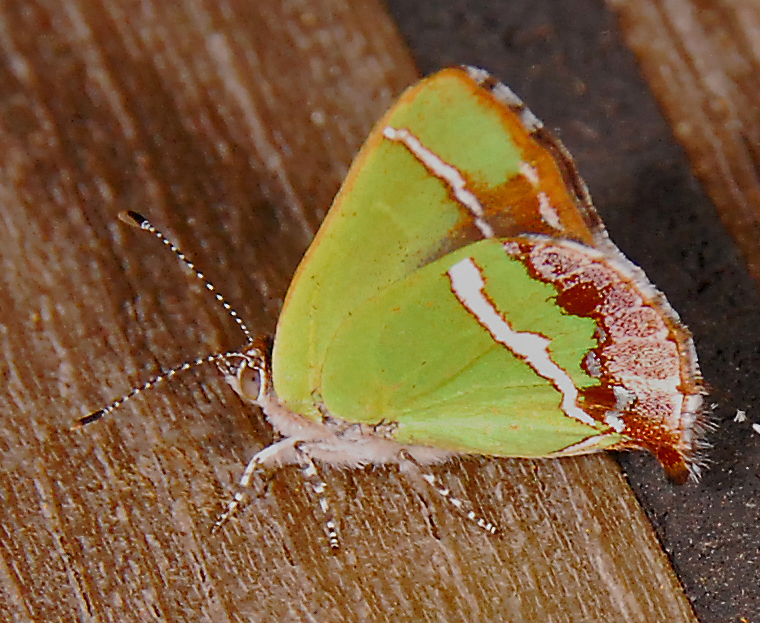
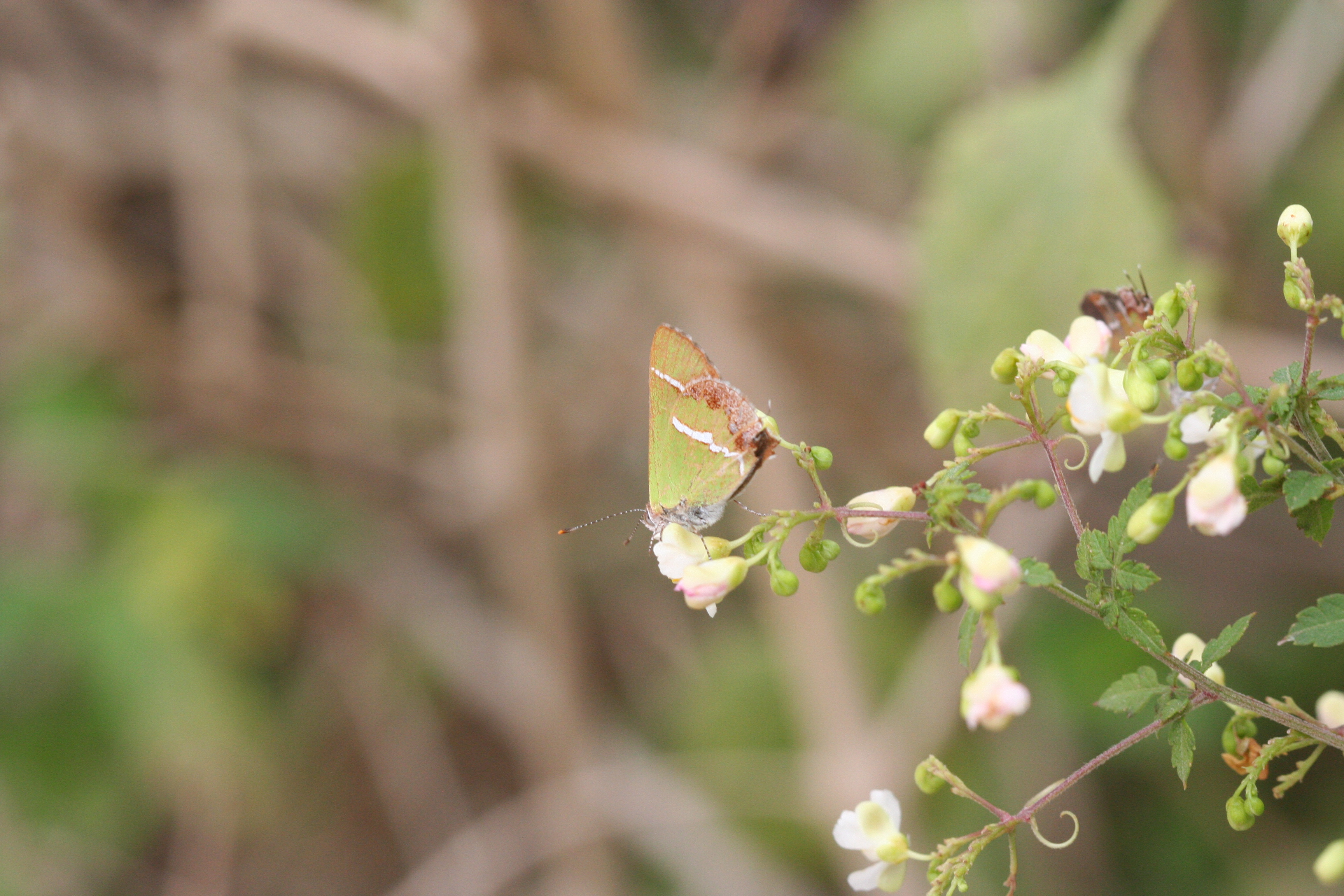
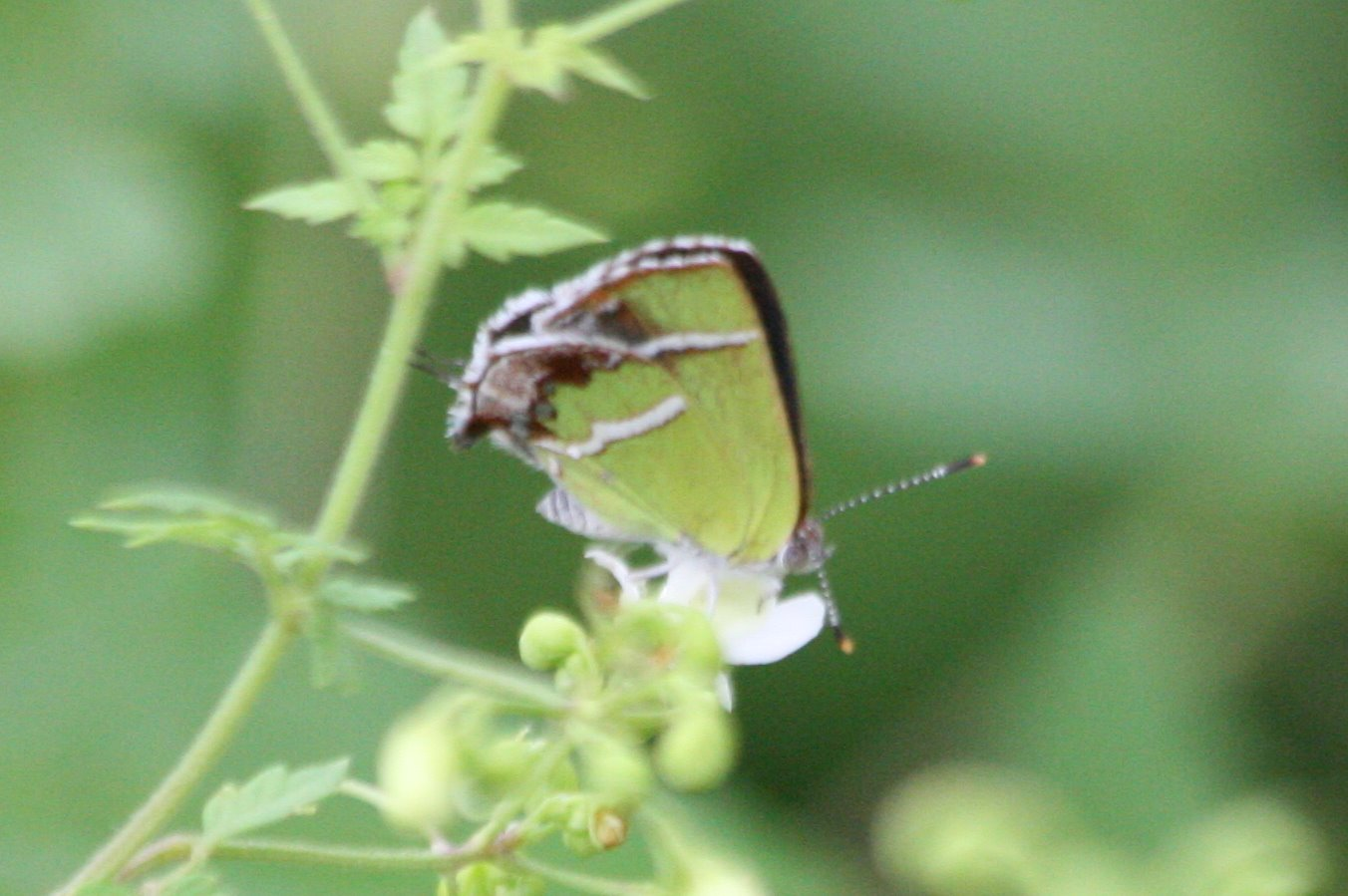
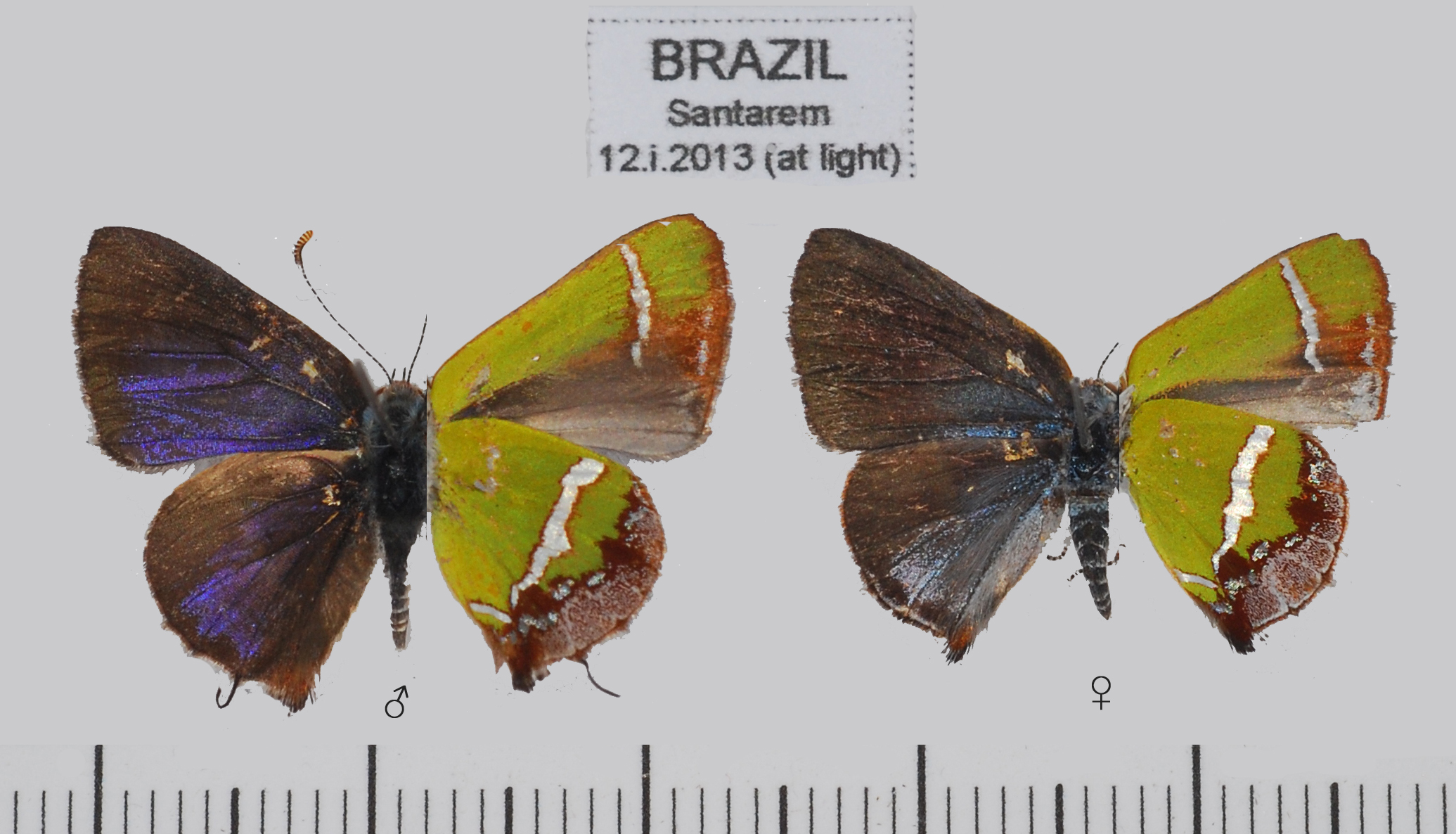
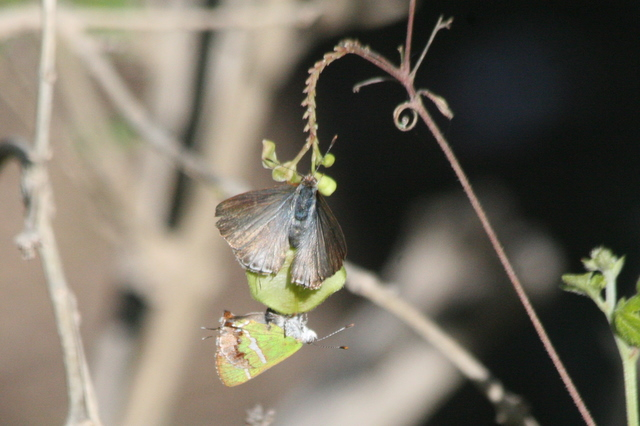